# Гамы (Кунгурский район)
Гамы — село в Кунгурском муниципальном районе Пермского края России. Входит в состав Зарубинского сельского поселения. Известно с 1719 года.

## География
Село находится в юго-восточной части края, на левом берегу реки Сылвы, на расстоянии приблизительно 24 километров (по прямой) к северо-северо-западу (NNW) от города Кунгура, административного центра района. Абсолютная высота — 113 метров над уровнем моря.
Климат
Климат характеризуется как умеренно континентальный, с продолжительной многоснежной холодной зимой и коротким умеренно тёплым летом. Среднегодовая температура воздуха — 1,3 °С. Средняя многолетняя температура самого холодного месяца (января) составляет −15,6 °С, температура самого тёплого (июля) — 17,8 °С. Продолжительность безморозного периода составляет 113 дней. Среднегодовое количество осадков — 539 мм. Снежный покров держится в среднем около 170—180 дней в году.

## Население
| 2010 |
| ---- |
| 39   |

Половой состав
По данным Всероссийской переписи населения 2010 года в половой структуре населения мужчины составляли 51,3 %, женщины — соответственно 48,7 %.
Национальный состав
Согласно результатам переписи 2002 года, в национальной структуре населения русские составляли 100 % из 42 чел.